# Línea C-8 (Cercanías Asturias)
La línea C-8, anteriormente denominada F-8 (hasta 2012) y C-8f (2012-2021), es una línea de cercanías por vía estrecha de la red de Cercanías de Asturias gestionada por Renfe Cercanías AM. La línea discurre entre las poblaciones de Collanzo y Baíña, recorriendo los concejos de Mieres y Aller, en la cuenca minera del río Caudal. Se la conoce también como la línea «Caudal-Aller».

## Historia
La línea fue creada para conectar la cuenca minera con el puerto de San Esteban de Pravia, dando de tal forma salida al material carbonífero. La Sociedad General de Ferrocarriles Vasco Asturiana, que solicitó dicha concesión, recibió la autorización para realizarla e inauguró el tramo entre Oviedo y San Esteban de Pravia en 1904, pasando por Trubia y Fuso de la Reina. Desde Fuso de la Reina se continuó el trazado en varias etapas, completándose en 1935 con la apertura del tramo Cabañaquinta-Collanzo. Aunque la intención era continuar la línea hasta León, esto nunca llegó a realizarse. 
Como parte de la operación urbanística «Cinturón Verde» de Oviedo, se clausura el tramo Oviedo-Fuso de la Reina y se adapta al ancho métrico la línea Oviedo-Trubia, pasando a circular los servicios entre el Caudal y Oviedo por Trubia.
Justificada por la baja demanda, se suspende en 2009 el servicio de viajeros entre las estaciones de Trubia y Baíña. Ese mismo año, se consideró prolongar la línea desde Collanzo hasta Felechosa, un tramo de unos 5 kilómetros que finalmente tampoco se realizó.

## Trazado
La línea discurre entre las estaciones de Baíña y Collanzo por la línea del Ferrocarril Vasco-Asturiano, en su tramo de Trubia a Collanzo. Este tramo forma, desde el 1 de enero de 2013, parte de la red de ancho métrico de Adif, estando catalogado como la línea 764. La línea es de vía única no electrificada, y cuenta con Control de Tráfico Centralizado desde el puesto de mando de El Berrón.

## Servicios

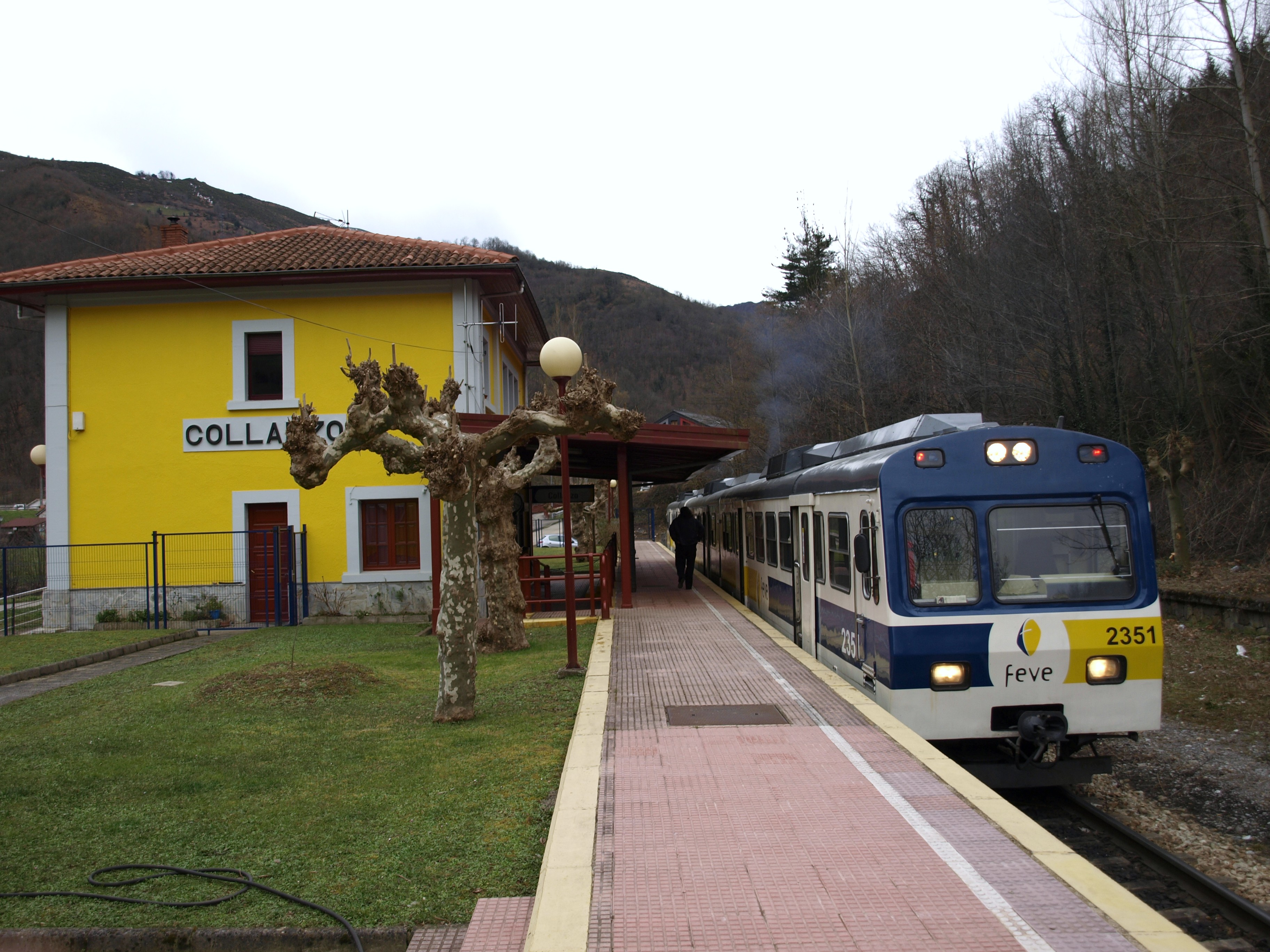
Antigua unidad de la serie Serie 2350 de FEVE en la estación de Collanzo

Los servicios de esta línea circulan con una frecuencia aproximada de un tren por hora entre Collanzo y la Estación de Ablaña, continuando dos tercios hasta Baíña. Debido a la continuada baja ocupación, de aproximadamente el 10% de las plazas disponibles, se pone en duda la viabilidad de esta línea.
Las poblaciones de Ujo, Mieres, Ablaña y La Pereda cuentan además con estaciones en la línea de ancho ibérico León-Gijón que tienen servicios de la línea C-1 Gijón-Oviedo-Puente de los Fierros de Cercanías. En Ablaña y La Pereda, las estaciones de la línea de ancho ibérico se encuentran en las inmediaciones de las respectivas estaciones de ancho métrico, mientras que en Mieres y Ujo se encuentran a orillas opuestas del río Caudal.
Hasta el 2009, enlazaba en Trubia con la línea C-7 Oviedo-San Esteban de Pravia y con los servicios regionales entre Oviedo y Ferrol.